# Serkan Erdoğan
Serkan Erdoğan es un exjugador profesional de baloncesto nacido el 30 de agosto de 1978 en Amasya, Turquía. Mide 1'90 metros y jugaba habitualmente en la posición de escolta. Actualmente es entrenador del Bursaspor (baloncesto) de la liga Türkiye 1 turca.

## Carrera
A lo largo de su carrera ha jugado en distintos equipos como el TAU Cerámica de la liga ACB española y el Efes Pilsen de la liga TBL turca, entre otros.
Erdogan jugó en el Tau las temporadas 2005-06 y 2006-07, proclamándose campeón de la Copa del Rey de Madrid 2006. Dejó tras de sí unos promedios de 10.1 puntos por partido con un 39% en tiros de tres puntos y un 48% en lanzamientos de dos. Esta temporada, en la Eurocup, ha mantenido porcentajes similares aunque algo inferiores, anotando 7.3 puntos en poco más de 20 minutos por encuentro.
Erdogan en marzo de 2010 regresa a España para ser el reemplazo del recién cortado Kyle Hill, quien dejaba de ser jugador del Meridiano Alicante horas después de la disputa de la 23.ª jornada ACB.

## Trayectoria como jugador
- TED Kolejliler (1994-95)
- Tuborg Pilsener (1995-98)
- Tofaş (1998-00)
- Ülkerspor (2000-05)
- Caja Laboral (2005-07)
- Efes Pilsen (2007-08)
- Türk Telekom B.K. (2008-10)
- Club Baloncesto Lucentum Alicante (2010-11)
- Beşiktaş Cola Turka (2011)
- Banvit Basketbol Kulubu (2011-2013)
- Royal Hali Gaziantep Büyükşehir Belediye (2013-2014)

## Trayectoria como entrenador
- Pınar Karşıyaka (2014-2015) (Entrenador asistente)
- Tofaş S.K. (2015-2019)
- Bursaspor (baloncesto) (2019-presente)